# Parque Astronómico La Punta
El Parque Astronómico La Punta es un parque astronómico dependiente de la Universidad de La Punta, ubicado en la Ciudad de La Punta, Provincia de San Luis, Argentina. Tiene como objetivo ayudar a la enseñanza y el aprendizaje de conceptos fundamentales de la astronomía observacional y a través de ella mejorar los conocimientos en las ciencias naturales.

## Historia
El Parque Astronómico La Punta fue inaugurado el 21 de junio de 2006 como un proyecto de divulgación, basado en la astronomía como una ciencia básica desarrollada desde la antigüedad. Posteriormente, el 12 de abril de 2007 fue inaugurado el Planetario Fijo y el Observatorio Buenaventura Suárez, y en agosto de ese año fue aprobado su Proyecto De Declaración por el Senado Nacional.
En la actualidad dispone de un observatorio con un telescopio que se puede controlar de forma remota, un planetario fijo, dos planetarios móviles y el Solar de las miradas, que es el primer observatorio a ojo desnudo del país, donde se encuentran diseminados en un parque varios instrumentos pretelescópicos.
Se editó el libro "El solar de las Miradas" con la historia de la creación del parque.